# Michelia
Michelia is de naam van een geslacht van planten uit de Magnoliafamilie. Sinds stamboomonderzoek met behulp van DNA-sequencing de verwantschappen binnen de familie Magnoliaceae heeft duidelijk gemaakt, is de status van Michelia als geslacht onzeker geworden.
Sommige, vooral westerse, auteurs plaatsen de soorten uit de onderfamilie Magnolioideae nu allemaal in één groot geslacht Magnolia, waarbij Michelia tot een sectie van Magnolia is gereduceerd.
Andere, vooral Chinese, auteurs delen de onderfamilie in een groot aantal kleine geslachten in, waarvan Michelia dan een van de grootste is, met ongeveer 50 soorten.
Michelia's onderscheiden zich van de andere taxa van de Magnolioideae door de okselstandige bloemen.
Alle andere taxa hebben eindstandige bloemen. Verder zijn bij Michelia de bessen van de verzamelvrucht niet met elkaar vergroeid. Voor de taxonomische indeling, zie verder Magnolia.
De soorten uit dit geslacht (of deze sectie) komen voor in de tropen en subtropen van Zuidoost-Azië. Vrijwel geen een is in Nederland en België winterhard. Uitzonderingen hierop zijn Michelia yunnanensis (=Magnolia dianica) en Michelia maudiae (=Magnolia maudiae), die hier en daar met succes gekweekt worden in de Verenigde Staten en een deel van West-Europa.

## Historie van het geslacht

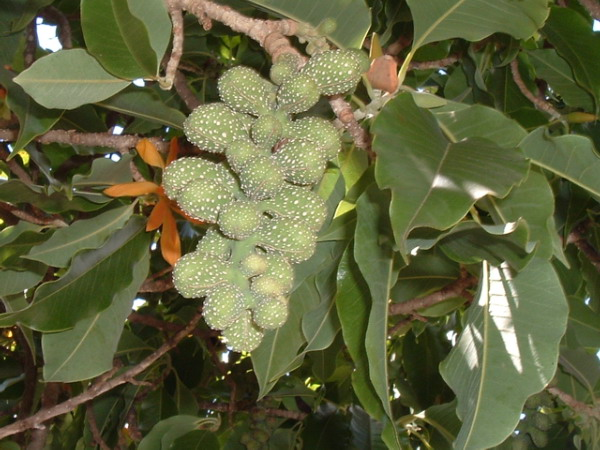
De verzamelvrucht van Magnolia (Michelia) champaca

Het geslacht is door Linnaeus vernoemd naar Pietro Antonio Micheli (1679–1737), hoogleraar botanie in Pisa en curator van de botanische tuin van Florence.
De eerste vermelding van de naam Michelia is in de eerste druk van Genera Plantarum van Linnaeus van 1737. Linnaeus geeft hier een referentie naar Rheede's Hortus Indicus Malabaricus 1: [plaat] 19.
Bij Rheede vinden we de naam Champaca en een plaat waarin een bloem is afgebeeld met de binnenste bloemdekbladeren gesloten, zodat de gynandrophoor onzichtbaar is. Verder de afbeelding van een vrucht die eruitziet als een tros druiven en in elk geval duidelijk maakt dat er per bloem een groot aantal vruchtbeginsels is. De beschrijving rept verder van acht kroonbladeren per krans.
Op grond van deze informatie plaatste Linnaeus de soort in de klasse Octandria, orde Polygynia.
Ter vergelijking: het geslacht Magnolia werd door hem al vanaf 1735 in de Polyandria, Polygynia geplaatst. Ook in de Genera plantarum van 1742 en in de Flora Zeylanica van 1747, wordt Michelia nog in de Octandria geplaatst. In de eerste druk van Species plantarum (1753) staat Michelia uiteindelijk onmiddellijk na Magnolia in dezelfde klasse en orde.

## Synoniemen
Michel Adanson publiceerde in 1763 de naam Champaca voor dit geslacht, gebaseerd op hetzelfde type als dat van Linnaeus (Rheede's Hortus Indicus Malabaricus 1: t.19), dus een overbodige naam.
Otto Kuntze publiceerde in 1891 de naam Sampacca als een vervangingsnaam voor Michelia. Kuntze was het hartgrondig oneens met de praktijk dat namen van vóór Linnaeus' Species plantarum niet werden geaccepteerd en verving tal van Linnaeus' namen door oudere. Sinds 1905 is deze praktijk officieel in de ban gedaan, en zulke namen zijn ongeldig.
Liriopsis Spach non Rchb. is volgens James Edgar Dandy een synoniem voor Michelia sect. Micheliopsis.
Paramichelia Hu en Tsoongiodendron W.Y. Chun zijn volgens Nooteboom allebei synoniemen voor Michelia.

## Soorten
- Michelia angustioblonga Y.W. Law & Y.F. Wu 1986 (= Magnolia angustioblonga (Y.W. Law & Y.F. Wu) Figlar 2000)
- Michelia baillonii (Pierre) Finet & Gagnep. 1906 (= Magnolia baillonii Pierre 1880)
- Michelia balansae (Aug. DC.) Dandy 1927 (= Magnolia balansae Aug. DC. 1904)
- Michelia banghamii Noot. 1994 (= Magnolia banghamii (Noot.) Figlar & Noot. 2004)
- Michelia braianensis Gagnep. 1938 (= Magnolia braianensis (Gagnep.) Figlar 2004)
- Michelia cavaleriei Finet & Gagnep. 1906 (= Magnolia cavaleriei (Finet & Gagnep.) Figlar 2000)
  - Michelia cavaleriei var. platypetala (Hand.-Mazz.) N.H. Xia 2008 (= Magnolia cavaleriei var. platypetala (Hand.-Mazz.) Noot. 2008, Michelia platypetala Hand.-Mazz. 1921)
- Michelia champaca L. 1753 (= Magnolia champaca (L.) Baill. ex Pierre 1880) [typus]
- Michelia chapensis Dandy 1929 (= Magnolia chapensis (Dandy) Sima 2001)
- Magnolia citrata Noot. & Chalermglin 2007
- Michelia compressa (Maxim.) Sarg. 1893 (= Magnolia compressa Maxim. 1872)
- Michelia coriacea Hung T. Chang & B.L. Chen 1987 (= Magnolia coriacea (Hung T. Chang & B.L. Chen) Figlar 2000)
- Michelia doltsopa Buch.-Ham. ex DC. 1817 (= Magnolia doltsopa (Buch.-Ham. ex DC.) Figlar 2000)
- Michelia figo (Lour.) Spreng. 1825 (= Magnolia figo (Lour.) DC. 1817, Liriodendron figo Lour. 1790)
  - Michelia figo var. crassipes (Y.W. Law) B.L. Chen & Noot. 1993 (= Magnolia figo var. crassipes (Y.W. Law) Figlar & Noot. 2004, Michelia crassipes Y.W. Law 1985)
  - Michelia skinneriana Dunn 1908 (= Magnolia figo var. skinneriana (Dunn) Noot. 2008)
- Michelia flaviflora Y.W. Law & Y.F. Wu 1988 (= Magnolia flaviflora (Y.W. Law & Y.F. Wu) Figlar 2000)
- Michelia floribunda Finet & Gagnep. 1906 (= Magnolia floribunda (Finet & Gagnep.) Figlar 2000)
  - Michelia floribunda var. tongkingensis Dandy 1930
- Michelia foveolata Merr. ex Dandy 1928 (= Magnolia foveolata (Merr. ex Dandy) Figlar 2000)
- Michelia fujianensis Q,F. Zheng 1981 (= Magnolia fujianensis (Q,F. Zheng) Figlar 2000)
- Michelia fulva Hung T. Chang & B.L. Chen 1987 (= Magnolia fulva (Hung T. Chang & B.L. Chen) Figlar 2000)
- Michelia guangdongensis Y.H. Yan & al. 2004 (= Magnolia guangdongensis (Y.H. Yan & al.) Noot. 2008)
- Michelia guangxiensis Y.W. Law & R.Z. Zhou 1999 (= Magnolia guangxiensis (Y.W. Law & R.Z. Zhou) Sima 2001)
- Michelia hypolampra Dandy 1928 (= Magnolia hypolampra (Dandy) Figlar 2000)
- Michelia iteophylla C.Y. Wu ex Y.W. Law & Y.F. Wu 1988 (= Magnolia iteophylla (C.Y. Wu ex Y.W. Law & Y.F. Wu) Noot. 2008)
- Michelia kingii Dandy 1928 (= Magnolia kingii (Dandy) Figlar 2000)
- Michelia kisopa Buch.-Ham. ex DC. 1817 (= Magnolia kisopa (Buch.-Ham. ex DC.) Figlar 2000)
- Michelia koordersiana Noot. 1985 (= Magnolia koordersiana (Noot.) Figlar 2000)
- Michelia lacei W.W. Sm. 1920 (= Magnolia lacei (W.W. Sm.) Figlar 2000)
- Michelia laevifolia Y.W. Law & Y.F. Wu zie Michelia yunnanensis
- Michelia lanuginosa Wall. 1824 (= Magnolia lanuginosa (Wall.) Figlar & Noot. 2004)
- Michelia leveilleana Dandy 1927 (= Magnolia leveilleana (Dandy) Figlar 2000)
- Michelia macclurei Dandy 1928 (= Magnolia macclurei (Dandy) Figlar 2000)
- Michelia mannii King 1891 (= Magnolia mannii (King) Figlar 2000)
- Michelia martinii (H. Lév.) Finet & Gagnep. ex H. Lév. 1915 (= Magnolia martinii H. Lév. 1904)
- Michelia masticata Dandy 1929 (= Magnolia masticata (Dandy) Figlar 2000)
- Michelia maudiae Dunn 1908 (= Magnolia maudiae (Dunn) 2000)
- Michelia mediocris Dandy 1928 (= Magnolia mediocris (Dandy) Figlar 2000)
- Michelia montana Blume 1823 (= Magnolia montana (Blume) Figlar 2000)
- Michelia nilagirica Zenker 1835 (= Magnolia nilagirica (Zenker) Figlar 2000)
- Michelia oblonga Wall. ex Hook. f. & Thomson 1855 (= Magnolia oblonga (Wall. ex Hook. f. & Thomson) Figlar 2000)
- Michelia odora (W.Y Chun) Noot. & B.L. Chen 1993 (= Magnolia odora (W.Y. Chun) Figlar & Noot. 2004, Tsoongiodendron odorum W.Y Chun 1963)
- Michelia opipara Hung T. Chang & B.L. Chen 1987 (= Magnolia opipara (Hung T. Chang & B.L. Chen) Sima 2001)
- Michelia philippinensis (P. Parm.) Dandy 1927 (= Magnolia philippinensis P. Parm. 1896)
- Michelia punduana Hook. f. & Thomson 1855 (= Magnolia punduana (Hook. f. & Thomson) Figlar 2000)
- Michelia rajania Craib 1922 (= Magnolia rajania (Craib) Figlar 2000)
- Michelia salicifolia A. Agostini 1926 (= Magnolia sumatrae (Dandy) Figlar & Noot. 2004, Michelia sumatrae Dandy 1928)
- Michelia scortechinii (King) Dandy 1927 (= Manglietia scortechinii King 1889, Magnolia scortechinii (King) Figlar & Noot. 2004)
- Michelia shiluensis W.Y. Chun & Y.F. Wu 1963 (= Magnolia shiluensis (W.Y. Chun & Y.F. Wu) Figlar 2000)
- Michelia sirindhorniae (Noot. & Chalermglin) N.H. Xia & X.H. Zhang 2005 (= Magnolia sirindhorniae Noot. & Chalermglin 2000)
- Michelia sphaerantha C.Y. Wu ex Y.W. Law & Y.F. Wu 1988 (= Magnolia sphaerantha (C.Y. Wu ex Y.W. Law & Y.F. Wu) Sima 2001)
- Michelia sumatrae Dandy zie Michelia salicifolia
- Michelia wilsonii Finet & Gagnep. 1906 (= Magnolia ernestii Figlar 2000)
  - Michelia wilsonii subsp. szechuanica (Dandy) J. Li 1997 (= Magnolia ernestii subsp. szechuanica (Dandy) Sima & Figlar 2001, Michelia szechuanica Dandy 1928)
- Michelia xanthantha C.Y Wu ex Y.W. Law & Y.F. Wu 1988 (= Magnolia xanthantha (C.Y Wu ex Y.W. Law & Y.F. Wu) Figlar 2000)
- Michelia yunnanensis Franch. ex Finet & Gagnep. 1906 (= Magnolia laevifolia (Y.W. Law & Y.F. Wu) Noot. 2007, Michelia laevifolia Y.W. Law & Y.F. Wu 1988)